# Sulawesinaaktoogral
De sulawesinaaktoogral (Gymnocrex rosenbergii) is een vogel uit de familie van de rallen, koeten en waterhoentjes (Rallidae). De vogel werd in 1866 door Hermann Schlegel beschreven; zijn wetenschappelijke naam is een eerbetoon aan de ontdekker van de soort, Schlegels naam- en landgenoot werkzaam in Nederlandse overheidsdienst, Hermann von Rosenberg. Het is een door habitatverlies kwetsbare vogelsoort die endemisch is op het Indonesische eiland Sulawesi.

## Kenmerken
De vogel is 30 cm lang, iets kleiner dan een waterhoen. Het is een watervogel die leeft in het verborgene. Kenmerkend is de bleekblauwe, naakte huid rond en achter het oog. Van onder is de vogel zwart, van boven donker roodbruin. De vogel kan een beetje vliegen over korte afstanden.

## Verspreiding en leefgebied
Deze soort is endemisch op  Noord-Sulawesi (Minahassa) en het nabijgelegen eiland Peleng en volgens onderzoek dat in 2015 werd gepubliceerd ook op Buton. De leefgebieden liggen in ongerept, maar ook wel aangetast tropisch lbos in heuvelland tussen de 150 en 900 meter boven zeeniveau. Het is een watervogel die leeft in dichte ondergroei in de buurt van water, ook wel in buiten gebruik geraakte rijstvelden.

## Status
De grootte van de populatie werd in 2016 door BirdLife International geschat op  2,5 tot 10 duizend volwassen individuen. De populatie-aantallen nemen af door habitatverlies Het leefgebied wordt aangetast door ontbossing. waarbij natuurlijk bos wordt omgezet in gebied voor intensief agrarisch gebruik en menselijke bewoning (transmigratie). Om deze redenen staat deze soort als kwetsbaar op de Rode Lijst van de IUCN.